# تاريخ بلاد الرافدين
يمتد تاريخ بلاد ما بين النهرين منذ أولى فترات الاستيطان البشري لجنوب بلاد الرافدين وصولًا إلى أواخر التاريخ القديم. جُمع هذا التاريخ من خلال الأدلة المستمدة من أعمال التنقيب الأثرية، وعن طريق المصادر التاريخية المتزايدة بعد اختراع الكتابة في أواخر الألفية الرابعة قبل الميلاد.
لم تستعمر إلا أجزاء من بلاد الرافدين العليا في العصر الحجري القديم وبدايات العصر الحجري الحديث، واستُعمر الحوض الجنوبي للنهرين خلال العصر الحجري الحديث المتأخر. كانت بلاد الرافدين وطنًا لكثير من أقدم الحضارات المهمة في التاريخ، إذ دخلت التاريخ من العصر البرونزي الباكر، لهذا السبب تدعى هذه المنطقة باسم مهد الحضارة.
يعود ظهور أولى مدن جنوب بلاد الرافدين إلى فترة أوروك منذ 4000 سنة قبل الميلاد. فيما بعد، انتهت فترة استقلالها باحتلالها من قبل الدولة الأخمينية الفارسية عام 539 قبل الميلاد، بالرغم من ذلك، ظهر عدد من الممالك الأصلية الآشورية الجديدة خلال أوقات مختلفة.

## لمحة مختصرة عن بلاد الرافدين
يعود استخدام مصطلح بلاد الرافدين أو بلاد ما بين النهرين إلى القرن الرابع قبل الميلاد باللغة اليونانية القديمة، عندما كان هذا الاسم يستخدم للإشارة إلى الأرض الواقعة شرق الفرات في شمال سوريا. فيما بعد توسع استخدام المصطلح ليشمل بشكل عام جميع الأراضي بين نهري دجلة والفرات، وبالتالي لم يعد يشمل أجزاء من سوريا فحسب بل كامل العراق تقريبًا وأجزاء من جنوب شرق تركيا. كثيرًا ما تضاف الأراضي الواقعة غرب الفرات والأجزاء الغربية من جبال زاغروس تحت المسمى الواسع لبلاد الرافدين.
تتمثل المنطقة العليا من بلاد الرافدين (والمعروفة أيضًا باسم الجزيرة) بالمنطقة بين دجلة والفرات من منبعيهما وصولًا إلى بغداد. أما بلاد الرافدين الدنيا فهي المنطقة الممتدة من بغداد حتى الخليج العربي. في الاستخدام العلمي الحديث، اكتسب مصطلح بلاد الرافدين مفهومًا زمنيًا جديدًا. إذ يستخدم هذا المصطلح عمومًا للإشارة إلى هذه المنطقة في الفترة السابقة للفتح الإسلامي في القرن السابع الميلادي، واستخدمت أسماء عربية أو معربة لوصف المنطقة مثل سوريا والعراق والجزيرة بعد ذلك التاريخ.

## الترتيب الزمني التاريخي
يمكن تمييز نوعين من الترتيب الزمني للمنطقة: الترتيب الزمني النسبي والترتيب الزمني المطلق. يعتمد الترتيب الزمني النسبي ترتيب المراحل والفترات الزمنية والثقافات وحكم الممالك المتعاقبة، بينما يعتمد المطلق تحديد عمر واضح مطلق يعبر عنه باستخدام السنوات. في علم الآثار، تتحدد التواريخ النسبية باستخدام الحفر الدقيق في المواقع الأثرية وإعادة بناء تراصفها الزمني (أي ترتيب الطبقات الأرضية الحاوية على الآثار). بشكل عام تكون الآثار الجديدة متوضعة فوق تلك الأقدم منها. تتحدد التواريخ المطلقة من خلال تحديد عمر الآثار -أو الطبقات الأرضية التي وجدت الآثار ضمنها- بشكل دقيق من خلال وسائل تأريخ زمني مطلقة. تعتمد هذه الوسائل على التأريخ بالكربون المشع والتاريخ المكتوب الذي يمكن أن يقدم أسماء السنوات أو تواريخ محددة بتقويم زمني.
من خلال الجمع بين وسائل التأريخ المطلقة والنسبية، بني إطار زمني لبلاد الرافدين يحمل الكثير من التفاصيل غير المؤكدة، لكنه بالرغم من ذلك يبقى قيد التنقيح والتصحيح. في هذا الإطار، تحددت الكثير من الفترات في مراحل ما قبل التاريخ وبدايات التاريخ اعتمادًا على الثقافة المادية التي يعتقد أنها كانت تمثل كل فترة. كثيرًا ما تدعى هذه الفترات نسبة للموقع الذي اكتشفت في هذه المواد في المرة الأولى، من الأمثلة على ذلك نذكر حضارة حلف وفترة العبيد وعصور جمدة نصر. عندما أصبحت الوثائق التاريخية متوفرة للعوام، تصبح تسمية الفترات التاريخية عمومًا معتمدة على الدولة أو السلالة الحاكمة المسيطرة، من الأمثلة على ذلك نذكر سلالة أور الثالثة والسلالة البابلية الأولى. في حين يعتبر تحديد فترات حكم الملوك منذ الألفية الأولى قبل الميلاد، يوجد هامش كبير ومتزايد للخطأ رجوعًا نحو الألفيتين الثانية والثالثة قبل الميلاد.
اعتمادًا على تخمينات مختلفة لطول الفترات الزمنية التي لا تتوفر عنها وثائق تاريخية كافية حتى الآن، طُرحت تسلسلات زمنية طويلة ومتوسطة وقصيرة وقصيرة جدًا من قبل الباحثين، مختلفة عن بعضها بنحو 150 سنة في تأريخها لفترات تاريخية محددة. بالرغم من وجود مشاكل في التسلسل الزمني المتوسط، يبقى هذا الإطار الزمني مستخدمًا في الكثير من الكتب الحديثة حول علم الآثار والتاريخ القديم للشرق الأدنى. نشرت دراسة أجريت عام 2001 تواريخ عالية الدقة محددة بالكربون المشع من تركيا تدعم تواريخ الألفية الثانية قبل الميلاد بشكل قريب جدًا من التواريخ التي وجدتها طريقة التسلسل الزمني المتوسط.

## ما قبل التاريخ

### ما قبل صناعة الفخار والعصر الحجري الحديث
يعتبر الاستعمار البشري لبلاد الرافدين في العصر الحجري الحديث -كما هو الحال بالنسبة إلى العصر فوق الحجري السابق- محدودًا بمناطق سفوح الجبال في جبال طوروس وزاغروس والحدود العليا لواديي نهري دجلة والفرات. شهدت فترة العصر الحجري ما قبل الصناعات الفخارية A (PPNA) بين 10 آلاف إلى 8 آلاف قبل الميلاد ظهور الزراعة، بينما يعود الدليل الأول لاستئناس الحيوانات إلى الانتقال من فترة العصر الحجري قبل الصناعات الفخارية A إلى فترة العصر الحجري قبل الصناعات الفخارية B (PPNB) بين عامي 8700 و6800 قبل الميلاد في نهاية الألفية التاسعة قبل الميلاد.
دُوّن هذا التحول في مواقع مثل تل أبو هريرة وتل المريبط، الذين استمر احتلالهما من قبل الثقافة النطوفية وصولًا إلى فترة PPNB. تعود أقدم الهياكل الكبيرة والمباني الحجرية الدائرية المكتشفة حتى الآن من غوبيكلي تيبي في جنوب شرق تركيا إلى الفترة ما بين PPNA وصولًا إلى بدايات عصر PPNB، وتمثل -تبعًا للمنقب المكتشف لها- الجهود المشتركة لمجتمع كبير من البشر في مرحلة الصيد والالتقاط.

### العصر النحاسي
كانت منطقة الهلال الخصيب مأهولة من قبل عدة ثقافات متميزة ومزدهرة في الفترة ما بين نهاية العصر الجليدي (منذ 10 آلاف سنة قبل الميلاد) وبداية التاريخ. أحد أقدم المواقع الأثرية من العصر الحجري الحديث في منطقة بلاد الرافدين هي جرمو، التي استُعمرت نحو عام 7000 قبل الميلاد وتعتبر مزامنة نوعًا ما لأريحا (في الشرق الأدنى) وجاتال هويوك (في الأناضول). كانت هذه المواقع بالإضافة إلى مواقع العصر الحجري الحديث مثل سامراء وتل حلف ضمن شمال بلاد الرافدين، واحتاجت المستعمرات البشرية اللاحقة في جنوب بلاد الرافدين إلى وسائل ري أكثر تعقيدًا. أولى هذه المستعمرات هي الإريدو الذين استقروا خلال فترة العبيد كفلاحين جلبوا معهم ثقافة سامراء من الشمال.

### ثقافة حلف (شمال غرب بلاد الرافدين)
كانت الصناعات الفخارية مزينة بأنماط وزخرفات تجريدية هندسية، خصوصًا في ثقافة حضارة حلف، المعروفة أيضًا بتماثيل الخصوبة الصلصالية المدهونة بخطوط. كان الصلصال في كل مكان وكان المادة الأساسية للعمل، كثيرًا ما كانت التماثيل الصغيرة مدهونة بزخرفة سوداء. جرت التجارة بالآنية المصنوعة والمصبوغة بعناية. استُخدمت المواد الصلصالية الحاوية على أكسيد الحديد ممددة بدرجات مختلفة أو مُزجت المعادة المختلفة من أجل إنتاج ألوان متنوعة.

## الألفية الثالثة قبل الميلاد

### حقبة جمدة نصر
يرجع تاريخ حقبة جمدة نصر، التي سُميت على اسم موقع جمدة نصر، على نحو عام، إلى سنة  3100-2900 قبل الميلاد. مُيزت، في بداية الأمر، على أساس الأواني الفخارية المميزة، أحادية اللون ومتعددة الألوان، مع تصاميم هندسية ورمزية. أُدخل مزيد من التحسينات على نظام الكتابة المسمارية الذي كان قد وُضع خلال فترة أوروك السابقة. في حين لا يمكن، على نحو يقيني، تحديد اللغة التي كُتبت بها هذه الألواح خلال هذه الفترة، إلا أنه يُعتقد بأنها كُتبت بالسومرية. تتناول النصوص مسائل إدارية مثل توزيع الحصص الغذائية أو قوائم الأشياء أو الحيوانات. كانت المستوطنات خلال هذه الفترة شديدة التنظيم حول مبنى مركزي يسيطر على جميع جوانب المجتمع. تمحور الاقتصاد على الإنتاج الزراعي المحلي وعلى رعي الأغنام والماعز. يشير التجانس الذي اتسمت به حقبة جمدة نصر عبر منطقة واسعة من جنوب بلاد الرافدين إلى التواصل المكثف والتجارة بين المستوطنات. يعزز ذلك العثور على أختام في جمدة نصر تذكر عددًا من المدن التي يمكن تحديدها والتعرف عليها، ومنها أور وأوروك ولارسا.

### عصر فجر السلالات
يعود تاريخ عصر فجر السلالات، على نحو عام، إلى الفترة بين 2900-2350 قبل الميلاد وفقًا للتسلسل الزمني الأوسط، أو 2800-2230 قبل الميلاد وفقًا للتسلسل الزمني القصير. استقر السومريون في بلاد الرافدين بحلول الألفية الرابعة قبل الميلاد، في حقبة الأوروك الأثرية، على الرغم من تنازع العلماء فيما يخص تاريخ وصولهم. من الصعب معرفة من أين أتى السومريون؛ لأن اللغة السومرية لغة معزولة، لا علاقة لها بأية لغة أخرى معروفة. تتضمن أساطيرهم إشارات كثيرة إلى منطقة بلاد الرافدين، لكنها لا تذكر شيئًا عن مكان نشأتهم، وهو ما يشير ربما إلى أنهم عاشوا هناك فترة طويلة. يمكن تمييز اللغة السومرية من كتابتها اللوجغرافية (الرسم اللفظي) الأصلية التي نشأت في النصف الأخير من الألف الرابع قبل الميلاد.
بحلول الألفية الثالثة قبل الميلاد، كانت هذه المراكز الحضرية قد تطورت إلى مجتمعات شديدة التعقيد. استُخدمت وسائل الري وغيرها من وسائل استغلال مصادر الغذاء لجمع فوائض كبيرة. نفذ الحكام مشاريع بناء ضخمة، وأصبح التنظيم السياسي أكثر تعقيدًا. خلال الألفية الثالثة، تنافست مختلف دول المدن كيش، وأوروك، وأور، ولجش على السلطة، وقد حازوا بالهيمنة في أوقات مختلفة. كانت نفر وجيرسو، إلى جانب أريدو، مركزين دينيين مهمين في تلك المرحلة. تواجد أيضًا جلجامش في ذلك الوقت، وهو ملك أوروك التاريخي، وبطل ملحمة جلجامش الشهيرة. بحلول عام 2600 قبل الميلاد، كانت الكتابة اللوجغرافية قد تطورت إلى كتابة مقطعية مسمارية قابلة للفك.
يعد التسلسل الزمني لهذا العصر غير يقيني، على نحو خاص، بسبب الصعوبات التي تواجهنا في فهمنا للنص، وفهمنا للثقافة المادية في عصر فجر السلالات، وبسبب الافتقار العام في التأريخ بالكربون المشع للمواقع في العراق. تؤدي أيضًا كثرة دول المدن إلى المزيد من حالة الارتباك، إذ أن لكل منها تاريخها الخاص. تعد قائمة ملوك سومر واحدة من سجلات التاريخ السياسي لهذه الفترة. تبدأ القائمة بشخصيات أسطورية ذات فترات حكم طويلة غير محتملة، ولكن الحكام اللاحقين قد وُثقوا بأدلة أثرية. أول هؤلاء هو الملك (إين مي باراكي سي) ملك كيش، سنة 2600 قبل الميلاد، وحسب قائمة الملوك، تمكن هذا الملك من اخضاع عيلام المجاورة. غير أن أحد أوجه التعقيد في قائمة الملوك السومرية، هو أنه على الرغم من أن السلالات الحاكمة  تُدرج بالترتيب التسلسلي، فقد حكمت بعضها في الوقت نفسه في مناطق مختلفة.
غزا إينشاكوشانا، من أوروك، مدن سومر وآكاد وخمازي، تبعه إياناتوم، من لجش، الذي أخضع سومر أيضًا. كانت أساليبه تعتمد على القوة والترهيب (أنظر مسلة النسور)، وبعد موته بوقت قصير تمردت المدن وانهارت الإمبراطورية من جديد. في وقت لاحق، أنشأ لوغال أني موندو، من أداب، أول إمبراطورية، وإن لم تدم طويلًا، تمتد غرب بلاد الرافدين، على الأقل وفقًا لروايات تاريخية تعود إلى قرون لاحقة. كان لوغال زاغيسي آخر السومريين الأصليين الذين حكموا معظم سومر، وذلك قبل أن يفرض سرجون الأكدي سيادته عليها.
خلال الألفية الثالثة قبل الميلاد، نشأ تعايش ثقافي صميمي جدًا بين السومريين والأكاديين، تضمن على نطاق واسع ازدواجية اللغة. يُعد تأثير السومريين على الأكاديين (والعكس أيضًا) واضحًا في جميع المجالات، بدءًا من الاستعارة في المفردات على نطاق واسع، إلى التقارب النحوي والمورفولوجي والفونولوجي. دفع ذلك العلماء إلى الإشارة بأن السومرية والأكادية في الألفية الثالثة لغات سبراكبوند.
حلّت اللغة الأكادية تدريجيًا محل السومرية كلغة منطوقة في بلاد الرافدين في وقت ما في منعطف الألفيتين الثالثة والثانية قبل الميلاد (التاريخ الدقيق هو موضوع نقاش)، ولكن ظلت اللغة السومرية تُستخدم كلغة مقدسة وطقوسية وأدبية وعلمية في بلاد الرافدين حتى القرن الأول الميلادي.

### الإمبراطورية الأكدية
يرجع تاريخ الحقبة الأكدية، على نحو عام، إلى الفترة من 2350-2170 قبل الميلاد وفقًا للتسلسل الزمني الأوسط، أو 2230-2050 قبل الميلاد وفقًا للتسلسل الزمني القصير. أصبح سرجون، على نحو تقريبي، في عام 2334 قبل الميلاد، حاكمًا لأكاد في شمال بلاد الرافدين. شرع سرجون في غزو منطقة تمتد من الخليج العربي حتى سوريا في العصر الحديث. كان الأكاديون شعبًا ساميًا واستُخدمت اللغة الأكدية على نطاق واسع بوصفها لغة تواصل مشترك خلال هذه الفترة، لكن بقيت أمور الثقافة باللغة السومرية. طور الأكاديون أيضًا نظام الري السومري عبر إضافة هدارات كبيرة وسدود تحويل في تصميمه لتسهيل عمل الخزانات والقنوات اللازمة لنقل المياه لمسافات شاسعة. استمرت السلالة الحاكمة حتى نحو عام 2154 قبل الميلاد، وبلغت ذروتها في عهد نارام سين، الذي بدأ معه نزوع الحكام إلى ادعاء الإلوهية لأنفسهم.
فقدت الإمبراطورية الأكدية السلطة بعد حكم نارام سين، وفي نهاية المطاف غزاها الجوتيون من جبال زاغروس. طوال نصف قرن سيطر الجوتيون على بلاد الرافدين، وخصوصًا في الجنوب، لكنهم تركوا بعض النقوش التي لم تُفهم على نحو جيد. خفَّت قبضة الجوتيين في جنوب بلاد الرافدين، حيث برزت السلالة الحاكمة الثانية في لجش. كان كوديا أشهر حكام تلك السلالة، وقد ترك تماثيل كثيرة له في معابد سومر.

### حقبة أور الثالثة
المقال الرئيسي: الأسرة الثالثة لأور
في نهاية المطاف، أطاح أوتو حيكال، من أوروك، بالجوتيين، وتنافست مختلف دول المدن على السلطة من جديد. انتقلت السيطرة على المنطقة في نهاية المطاف إلى دولة مدينة أور، عندما أسس أور نمو إمبراطورية أور الثالثة (2112-2004 قبل الميلاد) وغزا المناطق السومرية. في عهد ابنه شولغي، بلغ إشراف الدولة على الصناعة مستوى لم يسبق له مثيل في المنطقة. من المحتمل ابتكار شولغي لقانون أورنامو، وهو واحد من أقدم القوانين المعروفة (ثلاثة قرون قبل شريعة حمورابي الأكثر شهرة). تضاءلت قوة أور، على نحو تقريبي، في سنة 2000 قبل الميلاد، واحتل الأموريون معظم المنطقة، رغم أن العيلاميين، الذين كانوا منافسين سومر في الشرق لفترة طويلة، هم الذين أطاحوا بأور في نهاية المطاف. في الشمال، بقيت آشور بمنأى عن سيطرة الأموريين حتى نهاية القرن التاسع عشر قبل الميلاد. كان ذلك بمثابة نهاية الإمبراطوريات الحاكمة لدول مدن بلاد الرافدين، ونهاية الهيمنة السومرية، ولكن الحكام اللاحقين تبنّوا قدرًا كبيرًا من الحضارة السومرية كما لو كانت خاصة بهم.

## حضارة تل حسونة
حضارة حسونة هي حضارة أثرية من فترة العصر الحجري الحديث في شمال بلاد الرافدين تعود إلى أوائل الألفية السادسة قبل الميلاد. تعود تسمية هذه الحضارة إلى الموقع الأثري النموذجي في تل حسونة العراقي. تتضمن المواقع الأثرية الأخرى التي اكتشفت فيها مواد من نمط تل حسونة منطقة تل شمشارة.